# Alì Babà va in città
Alì Babà va in città (Ali Baba Goes to Town) è un film del 1937 diretto da David Butler.